# Élections municipales maltaises de 2019
Les élections municipales maltaises de 2019 ont lieu le 25 mai 2019 à Malte. À la suite d'une réforme institutionnelle partiellement mise en vigueur en 2015, les conseils des 68 municipalités du pays sont désormais renouvelés simultanément tous les cinq ans. Les élections européennes ont lieu le même jour.
Le Parti travailliste arrive en tête au niveau national avec un total de 270 conseillers, contre 190 au Parti nationaliste

## Résultats
| Partis                    | Partis                              | Voix    | %     | Sièges |  |
| ------------------------- | ----------------------------------- | ------- | ----- | ------ |  |
|                           | Parti travailliste (PL)             | 150 514 | 57,96 | 270    |  |
|                           | Parti nationaliste (PN)             | 103 398 | 39,82 | 190    |  |
|                           | Alternative démocratique (AD)       | 1 997   | 0,77  | 0      |  |
|                           | Parti démocratique (PD)             | 555     | 0,21  | 0      |  |
|                           | Gharb First                         | 417     | 0,16  | 2      |  |
|                           | Mouvement patriotique maltais (MPM) | 376     | 0,14  | 0      |  |
|                           | Floriana First                      | 141     | 0,05  | 0      |  |
|                           | Indépendants                        | 2 221   | 0,88  | 2      |  |
|                           |                                     |         |       |        |  |
| Suffrages exprimés        | Suffrages exprimés                  | 259 674 | 95,62 |        |  |
| Votes blancs et invalides | Votes blancs et invalides           | 11 895  | 4,48  |        |  |
| Total                     | Total                               | 271 569 | 100   | 464    |  |
| Abstentions               | Abstentions                         | 162 027 | 37,37 |        |  |
| Inscrits / participation  | Inscrits / participation            | 433 596 | 62,63 |        |  |